# Jean-Marc Renard
Jean-Marc Renard (Amay, 19 april 1956 – Erneuville, 27 augustus 2008) was een Belgisch bokser. 

## Bokscarrière
Renard werd geboren in een gezin van in totaal 6 kinderen. Zijn vader, Jean Renard, was in de jaren 50 ook bokser. Na verschillende sporten te hebben beoefend, koos Renard om eveneens te gaan boksen. 
Zijn carrière zou getekend blijven door een drama binnen het gezin. Zijn tweelingbroer pleegde zelfmoord en Renard heeft zijn dood nooit verwerkt. De relatie met zijn vader belandde daardoor ook op een absoluut dieptepunt: zo weigerde hij bijvoorbeeld steeds advies van zijn vader tijdens zijn bokscarrière. De dood van zijn broer en de daarbij behorende woede zou hij als extra kracht in de ring gebruiken.
Renard, die de bijnaam "De man met de glazen vuisten" had omdat hij "hard, maar kwetsbaar" was, was in de jaren 80 de beste Belgische bokser. Enkele van zijn kampen waren zelfs live op de toenmalige BRT te zien. Freddy De Kerpel was Renards manager in diezelfde periode. Het hoogtepunt van zijn carrière was op 12 april 1984, toen hij de Europese bokstitel in Casavatore veroverde bij de supervedergewichten (-58,967 kg) door de Italiaan Alfredo Raininger op punten te verslaan. Later nam Jean Diadori hem onder zijn hoede. Zijn poging op 2 juni in 1989 in Namen om wereldkampioen te worden tegen de Venezolaan Antonio Esparragoza mislukte. Renard ging neer in de zesde ronde. Het zou zijn laatste profkamp zijn. Hij won er uiteindelijk 40 van de 45, waarvan 24 met K.O.: Renard verloor vier keer, waarvan eenmaal met K.O., en één kamp was onbeslist.

### Gewonnen titels
- Europees bokskampioen superpluimgewichten 1984

## Verdere leven
Na zijn pensionering als bokser verhuisde Jean-Marc Renard naar de provincie Luxemburg. Hij probeerde verschillende keren ander werk uit, zonder veel succes. Daarna ging het snel bergafwaarts met Renard, mede door het feit dat de dood van zijn broer hem bleef achtervolgen. Hij pleegde zelfmoord en werd door zijn echtgenote 36 uur na zijn dood gevonden. Renard overleed als gevolg van twee geweerschoten in zijn hoofd. Hij had hiervoor reeds enkele mislukte pogingen daartoe ondernomen. Naast zijn lichaam troffen de speurders verschillende afscheidsbrieven aan.
Na zijn overlijden richtte de boksclub Amay Boxing Club een jaarlijks boksgala in om hem te herdenken.